# Suchy Stawek (Babia Góra)
Suchy Stawek (dawniej: Kaczmarczykowy Stawek) – niewielki, okresowy zbiornik wodny w masywie Babiej Góry w Beskidzie Żywieckim.
Niewielki stawek położony jest na wysokości 1265 m n.p.m. na północnych zboczach górnych partii Babiej Góry, w dość nisko położonym, rozległym zagłębieniu osuwiskowym u północnych podnóży Kościółków, na tzw. Kaczmarczykowych Szczawinach. Hugo Zapałowicz w 1880 r. wymieniał go pod nazwą "Stawek", sytuując na wysokości 1250 m n.p.m. W 1913 r. Ludomir Sawicki nazwał go "Suchym Stawkiem". Bezleśne dno zagłębienia od początku XX w. nazywane jest Polanką Zapałowicza lub Polaną Suchego Stawku.
Stawek charakteryzuje się okresowością związaną z porami roku. Usytuowany jest w strefie rozległej pokrywy rumowiskowej o znacznej miąższości, powstałej u stóp niszy osuwiskowej Kościółków. Jego płytka misa, częściowo uszczelniona osadami ilastymi i organicznymi, wypełnia się wodą w czasie wiosennych roztopów oraz po większych ulewach wczesnego lata. Woda jednak w niedługim czasie w większości wsiąka w podłoże. Pozostaje jedynie kilka małych oczek wodnych oraz młaka, podtrzymywana przez znajdujące się tu źródła. Źródła te charakteryzują się jednak również dużymi zmianami wydajności w ciągu roku. Z końcem lata lub jesienią stawek zwykle zupełnie zanika. W takim stanie musiał widzieć go Józef Szaflarski w 1930 r., bo wspominając informacje Sawickiego z 1913 r. pisał (błędnie uważając stawek za wytwór epoki lodowej): Jeziorko to położone nieco na wschód od przełęczy Izdebczyska, jak sama nazwa wskazuje, już wtedy zapewne wysychało często, a dziś wyschło zupełnie i jedynie morena zamykająca go i zagłębienie wskazują na ślady jego istnienia.
Polana wokół Suchego Stawku jest znanym miejscem toków cietrzewich. Górale zwali ją dawniej „Do bąka”, ponieważ wypasane tam bydło było często atakowane przez liczne bąki bydlęce.
Stawek znajduje się w granicach strefy ścisłej ochrony i nie jest dostępny do zwiedzania.